# Filmfestivalen i Haugesund
Den norske filmfestival, ofte kaldet Filmfestivalen i Haugesund, er en årlig filmfestival i Haugesund i Rogaland. Festivalen blev første gang arrangeret i Drøbak i 1973. Den blev arrangeret i ulige byer inden den fik fast sted i Haugesund i 1984. Amandaprisen bliver uddelt under festivalen. Festivalen arrangeres af Den norske filmfestivalen AS som ejes af brancheorganisationen Film & Kino (tidligere Kommunale Kinematografers Landsforbund (KKL), 67% af aktierne), Haugesund kommune (20%) og Rogaland Fylkeskommune (13%).
Kronprins Haakon er festivalens høje beskytter. Liv Ullmann er ærespræsident.